# Gerhard Just (Chemiker)
Gerhard Just (* 14. Juni 1877 in Karlsruhe; † nach September 1944) war ein deutscher Chemiker (Physikalische Chemie).

## Biografie
Just war der Sohn des Professors für Botanik an der TH Karlsruhe Leopold Just und Katharina, genannt Käthe (1847–1933), Tochter des August Grahl. Er studierte Physik und Chemie an der TH Karlsruhe, in Freiburg und Leipzig und wurde 1901 in Leipzig promoviert (Löslichkeit von Gasen in organischen Lösungsmitteln), wobei er die Löslichkeit von Gasen wie Kohlendioxid, Wasserstoff, Stickstoff, Kohlenmonoxid in den unterschiedlichsten organischen Lösungsmitteln (Alkohole, Ester, Benzol und andere aromatische Verbindungen) bestimmte. 1902 war er bei Jacobus Henricus van ’t Hoff in Berlin und 1903 Assistent von Max Julius Le Blanc in Karlsruhe. Als Fritz Haber 1906 nach Karlsruhe kam, übernahm er ihn als Assistent und Just habilitierte sich 1908 (Physikalischchemische Studien an Eisensalzen). Er folgte Fritz Haber 1911 an das Kaiser-Wilhelm-Institut in Berlin, wurde Abteilungsleiter, Professor und stellvertretender Direktor.
Er war an den Kampfmittelforschungen von Fritz Haber im Ersten Weltkrieg beteiligt und verlor bei einem Laborunfall (dem Otto Sackur zum Opfer fiel), einen Arm. Dafür erhielt er das badische Kriegsverdienstkreuz.
Von 1918 bis 1926 war Just ehrenhalber „Wissenschaftliches Mitglied der Kaiser-Wilhelm-Gesellschaft“ am KWI für physikalische Chemie und Elektrochemie für seine Verdienste im Ersten Weltkrieg, von 1926 bis 1936 war er „Auswärtiges Wissenschaftliches Mitglied“ am gleichen Institut.
Er ist nicht mit dem Chemiker Gerhard Just an der TH Merseburg-Leuna zu verwechseln (Ko-Autor mehrerer Bücher).